# Acanthogyrus arii
Acanthogyrus arii är en hakmaskart som först beskrevs av Bilgees 1971.  Acanthogyrus arii ingår i släktet Acanthogyrus och familjen Quadrigyridae. Inga underarter finns listade i Catalogue of Life.